# Malý Beranov
Malý Beranov település Csehországban, a Jihlavai járásban. Malý Beranov Jihlava és Velký Beranov településekkel határos. Lakosainak száma 623 fő (2024. január 1.).

## Népesség
A település lakosságának változását az alábbi diagram mutatja:
| Lakosok száma | 254  | 453  | 458  | 511  | 506  | 586  | 621  | 624  | 568  | 623  |
|               | 1869 | 1900 | 1921 | 1961 | 1980 | 2011 | 2016 | 2019 | 2021 | 2024 |